# Catawba (North Carolina)
Catawba is een plaats (town) in de Amerikaanse staat North Carolina, en valt bestuurlijk gezien onder Catawba County.

## Demografie
Bij de volkstelling in 2000 werd het aantal inwoners vastgesteld op 698.
In 2006 is het aantal inwoners door het United States Census Bureau geschat op 785, een stijging van 87 (12,5%).

## Geografie
Volgens het United States Census Bureau beslaat de plaats een oppervlakte van
6,0 km², waarvan 5,9 km² land en 0,1 km² water. Catawba ligt op ongeveer 326 m boven zeeniveau.

## Plaatsen in de nabije omgeving
De onderstaande figuur toont nabijgelegen plaatsen in een straal van 16 km rond Catawba.